# برونو کازارینی
برونو کازارینی (به پرتغالی: Bruno Cazarine Constantin) مهاجم اهل برزیل است که در شهر موگی داس کروزس و در تاریخ ۶ مهٔ ۱۹۸۳ به دنیا آمده‌است.
برونو کازارینی در تیم‌های فوتبال پالمیراس سابقهٔ حضور دارد.